# Кумару-ду-Норти

Кумару-ду-Норти на карте штата.

Кумару-ду-Норти (порт. Cumaru do Norte) — муниципалитет в Бразилии, входит в штат Пара. Составная часть мезорегиона Юго-восток штата Пара. Входит в экономико-статистический микрорегион Сан-Фелис-ду-Шингу. Население составляет 10 466 человек на 2010 год. Занимает площадь 17 085,000 км². Плотность населения — 0,61 чел./км².

## История
Город основан 27 декабря 1991 года. 

## Демография
Согласно сведениям, собранным в ходе переписи 2010 г. Национальным институтом географии и статистики (IBGE), население муниципалитета составляет:
| Полное население                               | Полное население                               | Полное население                               | Полное население                               | 10 466 |
| ---------------------------------------------- | ---------------------------------------------- | ---------------------------------------------- | ---------------------------------------------- | ------ |
| в том числе:                                   | Городское население                            | 2711                                           | Процент городского населения, %                | 25,90  |
|                                                | Сельское население                             | 7755                                           | Процент сельского населения, %                 | 74,10  |
|                                                | Мужское население                              | 6081                                           | Процент мужского населения, %                  | 58,10  |
|                                                | Женское население                              | 4385                                           | Процент женского населения, %                  | 41,90  |
| Плотность населения, чел/км²                   | Плотность населения, чел/км²                   | Плотность населения, чел/км²                   | Плотность населения, чел/км²                   | 0,61   |
| Население муниципалитета в % к населению штата | Население муниципалитета в % к населению штата | Население муниципалитета в % к населению штата | Население муниципалитета в % к населению штата | 0,14   |

По данным оценки 2015 года, население муниципалитета составляет 12 423 жителя.

## Статистика
- Валовой внутренний продукт на 2003 год составляет 74 926 070,00 реалов (данные: Бразильский институт географии и статистики).
- Валовой внутренний продукт на душу населения на 2003 год составляет 12 278,94 реалов (данные: Бразильский институт географии и статистики).
- Индекс развития человеческого потенциала на 2000 год составляет 0,666 (данные: Программа развития ООН).

## Важнейшие населенные пункты
| № | Населённый пункт | Населённый пункт (порт.) | Категория | Население чел. (2010) | На карте                       |
| - | ---------------- | ------------------------ | --------- | --------------------- | ------------------------------ |
| 1 | Кумару-ду-Норти  | Cumaru do Norte          | город     | 2711                  | 7°48′40″ ю. ш. 50°46′05″ з. д. |
| 2 | Посту-Горотире   | Posto Gorotirê           | поселок   | 825                   | 7°45′54″ ю. ш. 51°07′58″ з. д. |
| 3 | Эстрела-ду-Пара  | Estrela do Pará          | поселок   | 301                   | 9°29′25″ ю. ш. 51°09′27″ з. д. |
| 4 | Прожету-Кумару   | Projeto Cumaru           | поселок   | 187                   | 7°49′38″ ю. ш. 50°49′46″ з. д. |